# Делбрик
Делбрик (њем. Delbrück) град је у њемачкој савезној држави Северна Рајна-Вестфалија. Једно је од 10 општинских средишта округа Падерборн. Према процјени из 2010. у граду је живјело 30.083 становника. Посједује регионалну шифру (AGS) 5774020, NUTS (DEA47) и LOCODE (DE DEK) код.

## Географски и демографски подаци
Делбрик се налази у савезној држави Северна Рајна-Вестфалија у округу Падерборн. Град се налази на надморској висини од 100 метара. Површина општине износи 157,3 km². У самом граду је, према процјени из 2010. године, живјело 30.083 становника. Просјечна густина становништва износи 191 становника/km².

## Међународна сарадња
| Мјесто   | Држава    | Врста сарадње | Од    |
| -------- | --------- | ------------- | ----- |
| Будакеси | Мађарска  | партнерство   | 1996. |
|          | Француска | партнерство   | 1994. |
|          | Француска | партнерство   | 1992. |
| Извор    |           |               |       |